# Вероніка Некула
Вероніка Некула (15 травня 1967) — румунська академічна веслувальниця.
Срібна призерка Олімпійських Ігор 1988 року в складі вісімки, бронзова призерка 1988 року в складі розпашної четвірки зі стерновою, учасниця 1992 року.
Чемпіонка світу 1987 (вісімки), 1987 (розпашні четвірки зі стерновою) років, бронзова призерка 1986 року в складі вісімки.